# アイネス

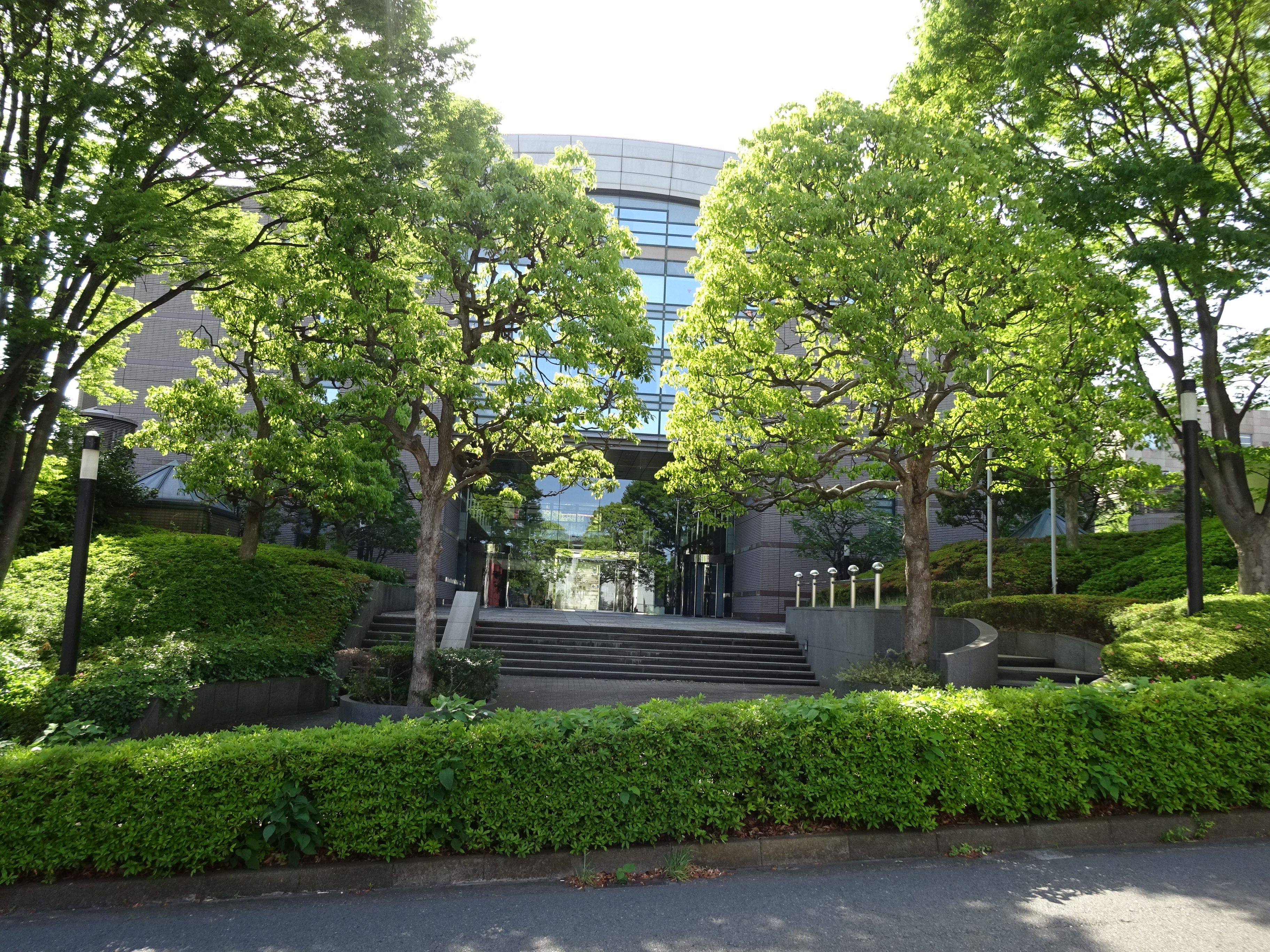
アイネス横浜事業所

株式会社アイネス（英: INES Corporation）は、東京都中央区に本社を置くシステムインテグレーター（独立系）。情報処理・ソフトウェア開発・システム提供等のサービス事業が主体の企業。
社名は「Information Network Engineering & Solutions」の頭文字に由来している。
三菱総合研究所の持分法適用会社。
かつては日立グループに所属しており、離脱後も頻繁にグループからの出向者を役員へ受け入れるなど結びつきを強めていた。

## 沿革
- 1964年 - 株式会社協栄計算センターとして協栄生命保険（現ジブラルタ生命）より独立し情報処理サービスを開始
- 1965年 - 特別区向け住民税システムを開発、処理開始、自治体向け業務の第一号
- 1968年 - 民間計算センターとして初めて地方自治体向け住民記録システムを開発
- 1972年 - 官庁会計システムを開発し大蔵省よりAクラスに格付けされる
- 1973年 - 大蔵省より運用管理システムを受託。札幌、北関東、名古屋、大阪支社を開設し、全国展開開始
- 1974年 - 創立10周年。相互銀行キャッシュディスペンサー・サービスのセンター業務を受託
- 1975年 - ミニコンユーザー向けサービス開始、東北支社開設
- 1976年 - 通産省よりORシステム開発を受託、広島、福岡支社開設
- 1977年 - オペレーション自動化ツールASS、MASSを開発、大幅な省力化と品質向上を実現
- 1978年 - 磁気テープ自動管理システムの開発・導入、漢字処理開始
- 1981年 - ソフトウェア生産の工業化に成功、全社のソフトウェアを集中開発
- 1982年 - プログラム部品構成管理システムCPMS開発
- 1983年 - 全国主要68都市を結ぶ独自ネットワークKICNETを構築、通産省より安全対策実施事業所の認定を取得
- 1984年 - 創立20周年。株式会社アイネスに商号を変更
- 1985年 - VANサービスを開始、通産省Σプロジェクトに参画、KICNETの光ファイバー化
- 1987年 - 東京証券取引所第二部に株式を上場。川崎市に高津事業所開設
- 1988年 - 特別第二種電気通信事業者として郵政省に、システムインテグレータとして通産省に登録を受ける
- 1989年 - 移動体通信サービス実験開始。
- 1990年 - 東京証券取引所、大阪証券取引所第一部へ指定替え。FAXネットワークサービスFITNESSサービス開始。米カリフォルニア州に駐在員事務所開設
- 1991年 - 横浜市に高速LANを備えたアイネス総合研究所開設
- 1992年 - 早稲田大学と日本のインターネットの基となったJUNETによる国際電子メールシステムの研究を開始
- 1994年 - 創立30周年。米プログレス社、日商岩井とプログレスソフトウェアを設立し、C/S総合開発ツールプログレスを発売
- 1995年 - 通産省よりアウトソーシング企業として特定システムオペレーション企業等（SI・SO制度）の認定を取得
- 1996年 - 運用管理システムGoodParStrength（グッパーストレングス）を発表
- 1997年 - ERP専門組織を発足、アウトソーシング分野でISO9000シリーズ認定を取得
- 1998年 - ERP導入マネジメント発刊。コルネットと合併
- 1999年 - プライバシーマークの認定を取得。デジタル決済専門会社 COCを設立、 日立ソフトウェアエンジニアリングと資本・業務提携を発表
- 2000年 - Web型次世代総合行政システムWebRings（ウェブリングス）を発表。金融機関向けフルアウトソーシングを開始
- 2001年 - 日本ヒューレットパッカードと日立ソフトウェアエンジニアリングとトータル・アウトソーシング事業で提携。SAPジャパンと自治体向け会計システムの開発・提供で提携
- 2002年 - マイクロソフト、日立ソフトウェアエンジニアリングと電子自治体ビジネスで提携。FAXメールサービスBi-f@x（ビーファックス）のサービスを開始。情報セキュリティマネジメントシステム(ISMS)の認証を取得。INPMを設立
- 2003年 - 日本アイ・ビー・エムと複数台の汎用機システムを1台に統合する統合センターで協業。エンタープライズ･システム統合センターを開設
- 2004年 - 創立40周年。 DACS（旧 大和銀総合システム）、SKサポートサービス（旧 日立ソフトサービス）の株式を取得しグループ会社化。環境マネジメントシステムの国際規格ISO14001認証を取得
- 2005年 - ソフトウェア開発の能力成熟度モデルCMMIレベル3を達成。アイ・ティ・フロンティアとアウトソーシング事業で提携。新日本システム・サービスの株式を取得しグループ会社化
- 2006年 - 東京、大阪に新データセンターを開設。少額短期保険事業者向けInsGrow（インスグロウ）を発表。金融機関等コンピュータシステムの安全対策基準（設備基準）に適合
- 2007年 - DACSの株式を売却。銀行業向け総合資産管理システムInsAsset（インスアセット）を発表。自動車部品製造業に特化したERPソリューションAerps（アープス）の提供開始
- 2008年 - 全支社に環境マネジメントシステムの国際規格ISO14001の認証拡大。独SAP社ERPシステムにおけるマスター管理ツール「AerpsMASTER（アープス・マスター）」の提供開始
- 2009年 - 大証上場廃止。シンガポール支店開設。米 Microfinance Internationa Corporation社と海外送金システムARIAS（アリアス）のアジア地区における販売総代理店契約を締結
- 2010年 - タイのバンコクに現地法人を設立
- 2011年 - 中国の上海に現地法人を設立
- 2012年 - ITサービスマネジメントシステムの国際規格ISO20000認証を取得。社内保育園「アイネスキッズクラブころぽの森」を開設。中国の香港に現地法人を設立
- 2013年 - 筆頭株主であった日立ソリューションズが、アイネスによる自己株式取得に応じるとともに別途売却も行い、筆頭株主から外れる[4][5]。両社の業務提携は継続。マイナンバー法に対応したWebRings Plus（ウェブリングスプラス）の提供開始。本社機能を東京都千代田区三番町へ移転。
- 2014年 - 創立50周年。
- 2017年 - （株）アイネス総合研究所を設立。「えるぼし認定」第3段階を取得。
- 2018年 - 三菱総合研究所との業務・資本提携契約を締結[6]。

## 不祥事
2004年9月、埼玉県草加市、八潮市から電算管理を委託されている同社の元社員が、両市市民の個人情報が記載された書類を自宅に持ち帰り、可燃ゴミとして破棄していたことが明らかになった。破棄された書類は3袋で、このうち1袋は草加市がごみ集積所から回収した。この1袋には457人分の個人情報が記載されていた。

## 製品・サービス

### WebRings（ウェブリングス）,WebRings Plus（ウェブリングス プラス）
2000年に発表した日本初のWEB型総合行政情報システム。住民記録システム・税総合システム・保健福祉総合システム等を中心に構成される。人口が10万～70万人程度の地方公共団体を主な対象としており、顧客ごとの個別受注・開発を中心としてきたアイネスにとって初の戦略的なパッケージソフトウェア製品。2001年にはSAPジャパンの自治体経営管理システムとの連携を、2002年には、e-Japan戦略に対応した自治体の情報化ビジネスで日立ソフトウェアエンジニアリング（現・日立ソリューションズ）及びマイクロソフトと提携し、WebRingsを.NET Frameworkに対応させると発表した。2016年3月までに181の地方公共団体で採用されている。

### 総合行政ネットワークASP（LGWAN-ASP）ファシリティサービス
LGWAN-ASPファシリティサービスを２つのデータセンターで提供している。

## 資格
- プライバシーマーク使用許諾事業者
- 情報セキュリティマネジメントシステム（JIS Q 27001:2014(ISO/IEC 27001:2013)）認証取得（14拠点）
- 品質マネジメントシステム（ISO9001）認証取得（運用サービス事業部の一部）
- ITサービスマネジメントシステム（ISO20000）認証取得（運用サービス事業部の一部、公共システム事業部の一部）
- 環境マネジメントシステム（ISO14001）認証取得（12事業所）
- システム監査企業台帳 登録企業
- 情報セキュリティ監査企業台帳 登録企業
- 届出電気通信事業者

## 主な加入団体
- （社）情報サービス産業協会（JISA）
- 地方公共団体情報システム機構（J-LIS）
- 特定非営利活動法人日本セキュリティ監査協会（JASA）
- 特定非営利活動法人日本データセンター協会（JDCC）
- 日本シーサート協議会
- （財）財務会計基準機構（FASF）
- 特定非営利活動法人 itSMF Japan（ITサービスマネジメントフォーラムジャパン）
- 一般社団法人オープンソースライセンス研究所